# Луїза Великобританська (королева Данії)
Луї́за Великобрита́нська (англ. Louise of Great Britain; дан. Louise af Storbritannien; 7 грудня 1724, Лестер-гаус, Лондон — 19 грудня 1751, палац Крістіансборг, Копенгаген) — молодша дочка короля Великої Британії Георга II і Кароліни Бранденбург-Ансбаської, дружина короля Данії і Норвегії Фредеріка V і мати короля Кристіана VII .

## Життєпис

### Дитинство

Герб Луїзи як принцеси Великої Британії

Принцеса Луїза народилася 7 грудня 1724 року в Лестер-гаусі, Лондон. Її батьками були принц Георг і принцеса Кароліна Уельські, що стали 1727 року королем і королевою Великої Британії, Ірландії і Ганновера. З боку батька вона була онукою короля Георга I і Софі Доротеї Брауншвейг-Целльскої, з боку матері — Йоганна Фрідріха, маркграфа Бранденбург-Ансбаського, і його другої дружини принцеси Елеонори Саксен-Айзенаської. Була наймолодшою дитиною в сім'ї, мала два брати і три сестри, що вижили.
Луїза була хрещена в Лестер-гаусі 22 грудня 1724 року. Хрещеними батьками принцеси стали її старша сестра Амалія і двоюрідні брат та сестра: принцеса Луїза Ульріка Прусська і наслідний принц прусський Фрідріх, майбутній король Фрідріх II Великий. 1 липня 1727 року помер дід Луїзи, король Георг I, і трон успадкував Георг II.

### Шлюб
З династичних міркувань Луїза 11 грудня 1743 року вступила в шлюб з наслідним принцом Данським і Норвезьким Фредеріком у Копенгагені. Він був єдиним сином короля Кристіана VI і Софії Магдалени Бранденбург-Кульмбаської. Перша церемонія була проведена 10 листопада 1743 року в Ганновері з братом нареченої, герцогом Камберлендським, який представляв нареченого. Після цього представники Луїзи і Фредеріка зустрілися в німецькому місті Альтона, звідки вже разом вирушили до Копенгагена. Був проведений офіційний в'їзд до столиці дружини наслідного принца. Потім відбулася друга церемонія весілля в палаці Крістіансборг. Укладення шлюбного союзу запропонувала Велика Британія.
На момент укладення шлюбу і Велика Британія, і Франція намагалися укласти союз з Данією. З другого боку, данський король Кристіан VI надіявся, що шлюб з британською принцесою забезпечить підтримку Великою Британією претензій короля на престол Швеції. 
У шлюбі народила п'ятеро дітей, і лише старший син, принц Кристіан, помер у ранньому дитинстві. Попри те, що шлюб був династичний, подружжя добре ладнало, і перші роки шлюбу були щасливими. Однак майбутній король продовжував мати любовні зв'язки на стороні, про що Луїза знала. Фредерік ставився до дружини з добротою, але, за свідченнями очевидців, ніколи не був у неї закоханий і продовжував мати коханок після укладення союзу. Луїза стала популярною в народі, подобалася вона й королю Кристіану VI.

### Королева
6 серпня 1746 року король Кристіан помер, передавши обидва свої престоли Фредерікові, що зробило Луїзу королевою Данії та Норвегії. Коронація відбулася 4 вересня 1747 року в церкві замку Фредеріксборг. Королівське подружжя було популярне серед населення, особливо королева. Вона цікавилася музикою, танцями й театром, зробила королівський двір більш відкритим для людей і менш релігійним, як це було за часів короля Кристіана.

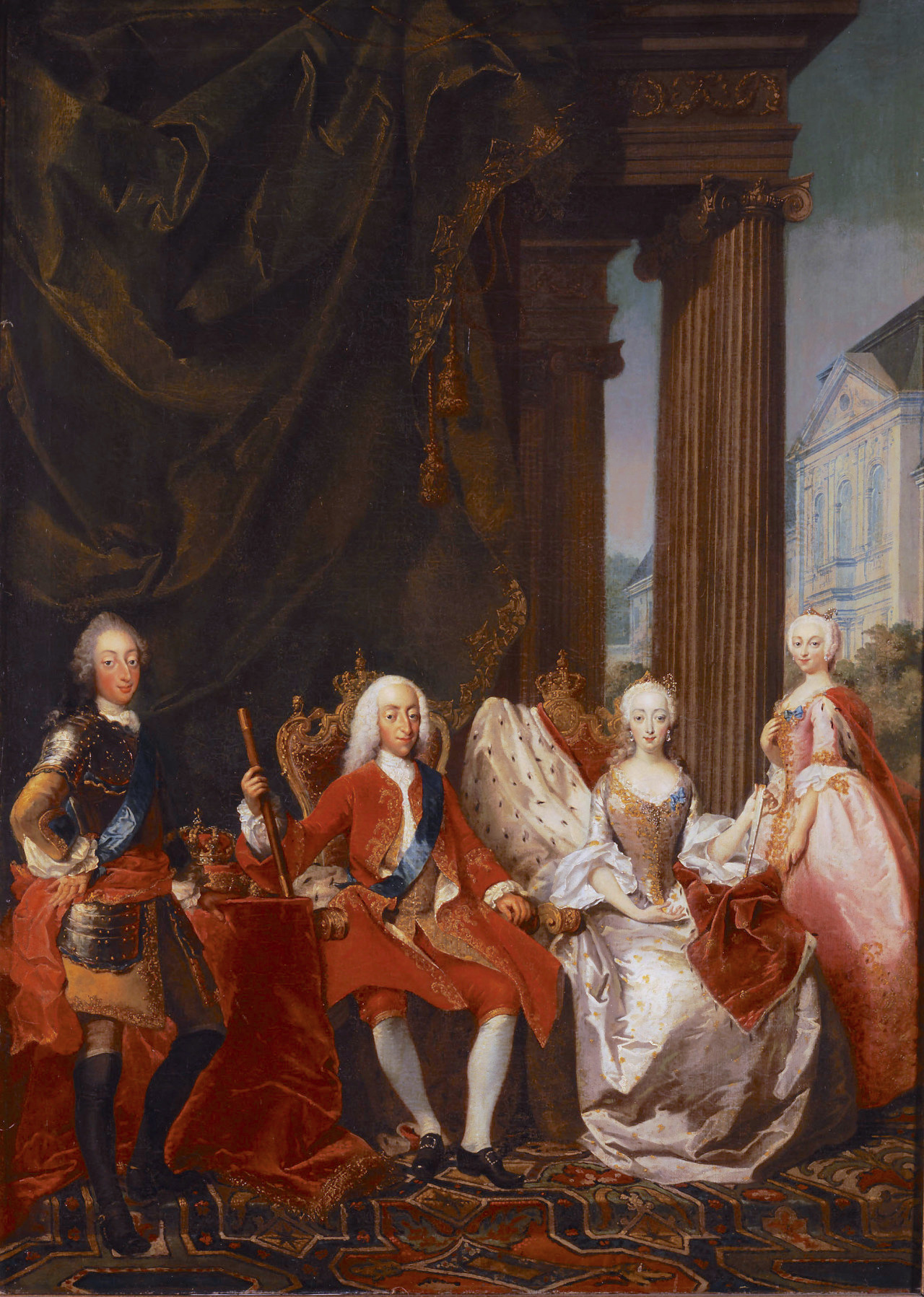
Фредерік (перший зліва) і Луїза Великобританська (остання справа) разом з королем і королевою на портреті пензля Карла Маркуса Туше, 1744

Луїза легко знаходила спільну мову з простими людьми, цікавилася їхніми проблемами. 1747 року під патронажем королеви Луїзи в Королівському театрі ставили опери й балети під керівництвом відомого італійського імпресаріо П'єтро Мінґотті. У театрі виступали австрійський композитор Крістоф Глюк та італійський композитор і диригент Джузеппе Сарті. Наступного року Копенгаген приймав французьку театральну трупу Дю Лондель, що ставила на сцені драматичні спектаклі. Вони гастролювали в Данії аж до 1753 року, виступаючи також у Норвегії  .
Переїхавши в Данію, Луїза стала вивчати данську мову, якою говорила зі своїми дітьми. Це високо цінувало оточення Луїзи, яке в основному говорило німецькою. Королева вивчала мову під керівництвом Еріка Понтоппідана, наймала вчителів данської мови для своїх дітей.
Королеву Луїзу описували освіченою жінкою, яка вміє підтримати будь-яку розмову, не дуже красивою, але дуже гідною для своєї ролі королеви. Шведський дипломат в Данії описав Луїзу наступним чином: «Вона може спілкуватися на будь-які теми, причому декількома мовами. Королева любить танцювати і добре це робить, у неї прекрасний характер, вона побожна і, взагалі, має гідні людські якості. Задоволення королева знаходить в музиці і читанні літературі, вона добре грає на клавікорді та вчить співати своїх дочок» .
Королева Луїза виступала рішуче проти шлюбу своєї дочки Софії Магдалени з наслідним принцом Швеції 1751 року. Причиною цього була неприязнь королеви Швеції Луїзи Ульріки Прусської до Данії.
Королева Луїза померла від ускладнень після викидня 19 грудня 1751 року у палаці Крістіансборг після 14 років шлюбу. Поховали королеву з великими почестями в усипальниці данських королів у Роскілльському соборі. Діти подружжя залишилися під опікою сестри Луїзи Марії і бабусі Софії Магдалени. Наступного року король Фредерік уклав другий шлюб з принцесою Юліаною Марією Брауншвейг-Вольфенбюттельською, яка народила йому сина.
На згадку про королеву Луїзу Фрідріх Ґотліб Клопшток написав 1752 року «Оду до королеви Луїзи»  .

## Родина
Чоловік — Фредерік V, король Данії і Норвегії.
Діти:
- Кристіан (1745—1747) — помер у ранньому дитинстві;
- Софія Магдалена (1746—1813) — дружина короля Швеції Густава III, мали двох синів;
- Вільгельміна Кароліна (1747—1820) — дружина свого двоюрідного брата Вільгельма I, курфюрста Гессенського і графа Ганау, мали чотирьох дітей;
- Кристіан (1749—1808) — з 1766 король Данії і Норвегії, був одружений зі своєю двоюрідною сестрою Кароліною Матильдою Великобританською, мали сина і дочку;
- Луїза (1750—1831) — дружина принца Карла Гессен-Кассельського, з 1805 року носив титул ландграфа Гессен-Касселя, мали шістьох дітей.

## Галерея (портрети дітей)
|                                                                                        |  |  |  |
| Діти Луїзи, зліва направо: Софія Магдалена, Вільгельміна Кароліна, Кристіан VII, Луїза |  |  |  |